# Eva Gašparcová
Eva Gašparcová je bývalá československá krasobruslařka.
Byla členkou klubu Slovan Bratislava. V roce 1967 vyhrála mistrovství Slovenska. Jejím trenérem byl František Landl.

## Výsledky
| Soutěž                                | 1964 | 1965 | 1966 | 1967 | 1968 |
| ------------------------------------- | ---- | ---- | ---- | ---- | ---- |
| Mistrovství Evropy v krasobruslení    |      |      |      | 18   |      |
| Mistrovství ČSR v krasobruslení       | 7    | 6    | 4    | 3    | 3    |
| Mistrovství Slovenska v krasobruslení |      |      |      | 1    |      |